# Huancabamba (cidade)
Huancabamba é uma cidade do Peru, situada na região de Piura. Capital da província homônima, sua população em 2017 foi estimada em 7.031 habitantes.